# Росс Тауншип (округ Аллегені, Пенсільванія)
Росс Тауншип (англ. Ross Township) — селище (англ. township) в США, в окрузі Аллегені штату Пенсільванія. Населення — 33 567 осіб (2020).

## Демографія
Згідно з переписом 2010 року, у селищі мешкало 31 105 осіб у 14 125 домогосподарствах у складі 8310 родин. Було 14909 помешкань
Расовий склад населення:
| - 94,0 % — білих - 2,5 % — азіатів - 2,1 % — чорних або афроамериканців - 0,1 % — корінних американців |

До двох чи більше рас належало 1,0 %. Частка іспаномовних становила 1,1 % від усіх жителів.
За віковим діапазоном населення розподілялося таким чином: 17,5 % — особи молодші 18 років, 61,7 % — особи у віці 18—64 років, 20,8 % — особи у віці 65 років та старші. Медіана віку мешканця становила 45,4 року. На 100 осіб жіночої статі у селищі припадало 88,5 чоловіків;  на 100 жінок у віці від 18 років та старших — 85,3 чоловіків також старших 18 років.
Середній дохід на одне домашнє господарство  становив 79 804 долари США (медіана — 64 545), а середній дохід на одну сім'ю — 100 781 долар (медіана — 88 698). Медіана доходів становила 58 719 доларів для чоловіків та 46 259 доларів для жінок. За межею бідності перебувало 5,9 % осіб, у тому числі 5,3 % дітей у віці до 18 років та 7,1 % осіб у віці 65 років та старших.
Цивільне працевлаштоване населення становило 16 597 осіб. Основні галузі зайнятості: освіта, охорона здоров'я та соціальна допомога — 27,9 %, науковці, спеціалісти, менеджери — 12,1 %, роздрібна торгівля — 10,4 %, фінанси, страхування та нерухомість — 8,9 %.